# 谷頭車站
谷頭站（日语：〔〕／ Tanigashira eki */?）位於宮崎縣都城市山田町，是九州旅客鐵道（JR九州）
吉都線上的車站。

## 車站構造
島式月台1面2線的地上站。無人車站，沒有站房，而是於原木造站房處設立候車室。電車線架設訓練中心位於此地，
故站場內有架設電桿與電車線。

## 車站周邊
- 谷頭簡易郵局

## 歷史
- 1913年：

- 5月11日：鐵道院國有鐵道宮崎線小林～本站開通，開業。
- 10月8日：由本站伸延至都城，改為中途站。

- 1986年1月1日：無人化。
- 1987年4月1日：國鐵分割民營化，車站由九州旅客鐵道（JR九州）承繼。

## 相鄰車站
九州旅客鐵道
吉都線
萬塚－谷頭－日向內

## 相關項目
- 日本鐵路車站列表

## 外部連結
- JR九州 － 谷頭車站（页面存档备份，存于）（日語）